# Austromantispa imbecilla
Austromantispa imbecilla is een insect uit de familie van de Mantispidae, die tot de orde netvleugeligen (Neuroptera) behoort. 
Austromantispa imbecilla is voor het eerst wetenschappelijk beschreven door Gerstäcker in 1885.